# Jean Solé
Sébastien Solé (Vic-Fezensac, 2 agosto 1948) è un fumettista francese. Ha collaborato a riviste come L'Écho des savanes, Pif Gadget e Pilote.

## Biografia
Jean Solé ha esordito con Pilote nel 1971 (anno di nascita del figlio Julien/CDM fumettista), illustrando storie di Guy Vidal, Jacques Lob e Jean-Marie Pélaprat.
Un anno dopo lancia Jean Cyriaque, con lo sceneggiatore Jean-Pierre Dionnet.
Nel 1975 si unisce all'amico Gotlib per il mensile Fluide glacial, dove partecipa fin dal primo numero. In seguito disegnerà le serie Pop et Rock e Colégram, Superdupont e La Salle des machines. Nello stesso anno crea il famoso logo che compare sulla copertina della Guide du Routard, un camminatore il cui zaino è un mappamondo.
Nel 2003, al Festival di Angoulême, Jean Solé ha presentato i cinque premi assegnati ai giovani talenti. L'Alph'Art per i fumetti scolastici è andato a Jean Bastide (20 anni) per la sua straordinaria storia intitolata Le Ballon. Contemporaneamente, ha illustrato un libro sulla vita di Frank Zappa scritto da Christophe Delbrouck.
Continua a contribuire a Fluide Glacial di tanto in tanto (soprattutto nella serie Fluide Or Série), ad esempio nella serie Charcuteries d'hiver, di cui ha disegnato la copertina.
Tra il 1983 e il 1993 Jean Solé ha pubblicato delle tavole di fumetto anche sulla rivista Pif Gadget edita da Éditions Vaillant.
Ha ripreso a disegnare le avventure dell'eroe 100% francese Superdupont, su sceneggiatura di Lefred Thouron e Gotlib (Superdupont contre l'axe du mal).

## Stile di disegno
Jean Solé ha uno stile tutto suo: una miscela di realismo, dettagli sottili e assurdità visive. Gli piace riempire le pagine con una moltitudine di dettagli e non è raro trovare nelle sue opere affreschi su larga scala in cui si mescolano simboli, personaggi variegati e invenzioni folli. L'esempio più convincente è l'album che descrive come un'autobiografia, La salle des machines, in cui la sua arte è al suo apice, così come in un altro suo lavoro, Pop et Rock e Colégram. Si potrebbe quasi dire che le tavole di Jean Solé sono disegnate in stile barocco. Inoltre, la sua padronanza del colore è perfetta e unica [non neutrale].

## Altre attività
Oltre ai fumetti, Jean Solé si è cimentato in altre attività, come la creazione di manifesti cinematografici (ha disegnato la locandina del film Le père Noël est une ordure), album musicali, vignette per la stampa (per L'Express) e grafica di videogiochi (Canal Meurtre, pubblicato da Froggy Software su Macintosh nel 1986). Ha anche utilizzato i manga nei suoi fumetti, in particolare in La salle des machines. È stato ospite d'onore del festival Bulles Zik nel 2012.

## Pubblicazioni

### Album di fumetti
- Je m'appelle Jean Cyriaque (disegni), con Jean-Pierre Dionnet (sceneggiatura), Les Humanoïdes associés, coll. « Mirage », 1976[3].
- Les Mésaventures inachevées du plombier maudit, Éditions du Fromage, 1978, 52 p.[4] ( (erroneamente pubblicato), BNF 36142687).[5]
- Pop et Rock et Colégram (disegni),  Dister (testi) e Gotlib (dessegni), AUDIE, coll. «Les Albums Fluide Glacial», 1978.
- Dérapages, Dargaud, coll. « Pilote », 1978[6]
- Superdupont t. 2-7 (disegni), con Lob (sceneggiatura 2-5), Gotlib (sceneggiatura 2-7) et Lefred-Thouron (sceneggiatura 6-7), Audie, coll. «Fluide glacial» :

1. Amour & Forfaiture, 1980.con
2. Opération Camembert, 1983[7].
3. Récits courts dans Oui nide iou, 1983[8].
4. Les Âmes noires, 1995[9].
5. Pourchasse l'ignoble !, 2008[10][11][12].
6. “In vitro véritas”, 2014[13][14].

- Participation à Morceaux choisis de...Ve, Dargaud, coll. « Pilote », 1981[15].
- Salle des machines, Audie, coll. «Fluide glacial», 2002[16].
- La Petite Bédéthèque des savoirs t. 20 : Les Abeilles (dessigni), con Yves Le Conte (sceneggiatura), Le Lombard, 2017[17]

### Collezioni di illustrazioni
- Animaleries, La Noria, coll. « L'Ivre d'images », 1977[18]
  - Animaleries et compagnies, Vents d'Ouest, coll. «L'Ivre d'images», 1991[19]. Ristampa ampliata
- Recueil de gueules de carnets, Éditions du Genou, 1978[20][21].
- Chips, Artefact, coll. «La Crise», 1982[22]
- Chats, Femmes et autres Machines cruelles, Corps 9 Éditions, 1986
- Mélodimages, Vents d'Ouest, coll. « L'Ivre d'images », 1992[23]
- Solé : Carnets intimes, Fluide glacial, 2003[24].
- Pop-Hop, APJABD, 2015[25].
- Animaux fabuleux, Hugo & Cie, coll. «Hugo Image», 2015[26].

## Premi e riconoscimenti
- 2016: Premio Grand boum della città di Blois.